# أحمد الضامن
أحمد الضامن هو مُخرج ومؤلف موسيقي وكاتب فلسطيني، حصل على درجة الماجستير من جامعة ليدز في إنجلترا. يعمل في مجال الأفلام التلفزيونية والأفلام الوثائقية، عمل في عدة مؤسسات تلفزيونية، وإذاعية، ومحطات فضائية، وألّف الموسيقى التصويرية.

## حياته العملية ونشأته
بدأ الضامن بالعزف والتعلم على آلة العود منذ صغره، وبتأليف الموسيقى وهو في الرابعة عشر من عمره، وأكمل دراسته في تأليف الموسيقى المتقدمة تحت إشراف المايسترو محمد عثمان صديق. وعمل على تأليف الموسيقى لأكثر من اثنتي عشر عملاً درامياً ووثائقياً، وفي نفس الفترة عمل في إخراج الأفلام كمساعد مخرج، وأخرج عدة حلقات من مسلسل لحن الثورة للمنتج نزار يونس. كما وعمل في الصحافة والكتابة لمجلة فلسطين هذا الأسبوع وجريدة القدس العربي في لندن، والمدونات الإلكترونية، ونشرت مقالاته في صحف دولية. وعمل في البرنامج الإذاعي من موسيقى الشعوب، وفي جامعة بيرزيت وأنتج أول بودكاست له عام 2015. انضم إلى شبكات البث في الشرق الأوسط في عام 2017 كمقيم للبرامج ومنتج وثائقي. وانضم لاحقًا إلى فريق البودكاست وقام بتدريب الصحفيين على تصميم الصوت وتقنيات التسجيل.
بعد تركه العمل في شبكة الشرق الأوسط، عمل الضامن كمحرر في مؤسسة الإذاعة الوطنية العامة الأمريكية (إن بي آر) في العاصمة الأميركية واشنطن.

## إنجازاته
قام الضامن بإخراج وتأليف الموسيقى للفلمين الوثائقيين، الحجر الأحمر عام 2012، والحج المحرّم عام 2014، الذي تمت ترجمته إلى عدد من اللغات. وشاركت أفلامه في عدد من المهرجانات العالمية، كمهرجان إسطنبول السينمائي الدولي، ومهرجان أفلام الكاميرا العربية في روتردام. واختيرَ فيلمه الحجر الأحمر في مهرجان بوسطن، وبريستول، ولندن، وحصل على جائزة الاختيار الخاصة بلجنة التحكيم من مهرجان تورونتو السينمائي في كندا. وحصل على جائزة AIB لأفضل بودكاست واقعي عام 2022.